# کوالگات (اکلاهما)
کوالگات(به انگلیسی: Coalgate) شهری در ایالت اکلاهما کشور ایالات متحده آمریکا است که جمعیت آن در سرشماری سال ۲۰۱۰ میلادی، ۱٬۹۶۷ نفر بوده‌است.